# Jenő Dsida
Jenő Dsida (n. 17 mai 1907, Satu Mare, Austro-Ungaria – d. 7 iunie 1938, Cluj, România) a fost un scriitor și traducător maghiar din Transilvania.
A tradus din germană în maghiară poeziile lui Georg Trakl. Din română în maghiară a tradus poezii de Vasile Alecsandri, Dimitrie Bolintineanu, Mihai Eminescu, Șt. O. Iosif, Emil Isac și Tudor Arghezi.

## Traduceri în română
- Peisaj cu nori, în traducerea lui Emil Giurgiuca, prefață de Ștefan Augustin Doinaș, București, 1974.